# Tennis (musikalbum)
Tennis är ett album från 1980 av Chris Rea.

## Låtlista
1. Tennis
2. Sweet Kiss
3. Since I Don't See You Anymore
4. Dancing Girls
5. No Work Today (instrumental)
6. Every Time I See You Smile
7. For Ever And Ever
8. Good News
9. Friends Across The Water (instrumental)
10. Distant Summers
11. Only With You
12. Stick It